# Gabriel, o Pensador
Gabriel, O Pensador (Gabriel Myśliciel, pseudonim artystyczny Gabriela Contino ur. 4 marca 1974 w Rio de Janeiro) – brazylijski piosenkarz i kompozytor rapowy. Pochodzący z nietypowego jak na rappera środowiska, Gabriel jest synem znanego w Brazylii dziennikarza. Sławę zdobył w roku 1993 piosenką Tô Feliz (Matei o Presidente) (Jestem szczęśliwy (zabiłem prezydenta)), która była debiutanckim singlem z jego pierwszego albumu Gabriel o Pensador. Album ten zawiera inne szlagiery, w tym Lôrabúrra (Głupia blondyna) i Retrato de um Playboy (Portret playboya). Chociaż tematem jego melodyjnych i energicznych rapowych utworów jest życie codzienne, jego czwarty bardziej melancholijny singel O Resto do Mundo (Reszta świata) poświęcony jest komentarzowi o niesprawiedliwości społecznej i życiu bezdomnych. 
Tak jak pierwszy album Gabriela, następne też odniosły sukces komercyjny, dzięki starannemu połączeniu utworów zaangażowanych społecznie z lekkimi i dynamicznymi hitami popowymi. W muzyce Gabriela wyraźne są wpływy tradycyjnych gatunków muzyki brazylijskiej takich jak bossa nova, samba czy MPB (Música Popular Brasileira), oraz gatunków muzyki amerykańskiej jazz i funk, których brzmienia wkomponowuje za pomocą samplingu.
Poza Brazylią, Gabriel cieszy się również znaczną popularnością w Portugalii, gdzie nagrywał wraz z muzykami portugalskimi, takimi jak Sérgio Godinho i General D.

## Dyskografia
- 1993 - Gabriel, o Pensador (Gabriel Myśliciel) - 300 tys.
- 1995 - Ainda é só o Começo (To tylko początek) - 80 tys.
- 1997 - Quebra-Cabeça (Łamigłówka) - 2,4 miliony
- 1999 - Nádegas a Declarar (Żyć do oclenia) - 200 tys.
- 2001 - Seja Você Mesmo, Mas Não Seja Sempre o Mesmo (Bądź sobą samym, ale nie zawsze tym samym) - 200 tys.
- 2002 - MTV Ao Vivo (MTV na żywo) - 100 tys.
- 2005 - Cavaleiro Andante (Błędny rycerz) - 1100 tys.
- 2012 - Sem Crise (Nie Kryzys)